# Teljes színezés

A Clebsch-gráf teljes színezése 8 színnel. Minden színpár legalább egy élen megjelenik. Több színnel nem lehetséges teljes színezés: bármely 9-színezésben lenne olyan szín, ami csak egy csúcson jelenik meg, és nem lenne elég szomszédos csúcs a csúcson lévő színhez tartozó összes párosítás kimerítéséhez. Ezért a Clebsch-gráf akromatikus száma 8.

A matematika, azon belül a gráfelmélet területén a teljes színezés (complete coloring) a harmonikus színezés ellentéte, abban az értelemben, hogy olyan jó csúcsszínezés, melyben minden színpár előfordul legalább egy szomszédos csúcspáron. A teljes színezés abban az értelemben minimális, hogy színosztály-párok összeolvasztásával nem alakítható át kevesebb színnel történő jó színezéssé. A G gráf akromatikus száma, ψ(G) a maximális színek száma, mellyel elvégezhető G teljes színezése.

## Bonyolultságelmélet
A ψ(G) értékének megállapítása egy optimalizálási probléma. A teljes színezés döntési problémája a következőképpen mondható ki:
BEMENET: egy {\displaystyle G=(V,E)} gráf és a {\displaystyle k} pozitív egész
KÉRDÉS: létezik-e {\displaystyle V}-nek {\displaystyle k} vagy több diszjunkt {\displaystyle V_{1},V_{2},\ldots ,V_{k}} halmazokra való particionálása úgy, hogy minden {\displaystyle V_{i}} a {\displaystyle G}-nek egy független csúcshalmaza és egyik {\displaystyle V_{i},V_{j},V_{i}\cup V_{j}} halmazpár sem alkot független csúcshalmazt.
Az akromatikus szám meghatározása NP-nehéz; annak meghatározása, hogy adott számnál nagyobb-e, NP-teljes, ahogy azt Yannakakis és Gavril 1978-ban megmutatták a minimális értékű maximális párosítás problémájából való transzformációval.
Egy gráf minimális számú színnel való színezése mindenképpen teljes színezés, így egy teljes színezés színeinek minimalizálása csak a szokásos gráfszínezési probléma újrafogalmazása.

## Algoritmusok
Rögzített k-ra lineáris időben megállapítható, hogy adott gráf akromatikus száma legalább k-e.
Az optimalizálási probléma lehetővé teszi a közelítést, és {\displaystyle O\left(|V|/{\sqrt {\log |V|}}\right)} approximációs aránnyal közelíthető.

## Speciális gráfosztályok
Az akromatikus szám problémájának NP-teljessége még néhány speciális gráfosztályra igaz, ezek közé tartoznak: a
páros gráfok,
a páros gráfok komplementerei (tehát a két csúcsnál nagyobb független halmazzal nem rendelkező gráfok), a kográfok és az intervallumgráfok, és még a fák is.
Fák komplementereinek akromatikus száma polinom időben kiszámítható. Fák esetében konstans faktorral approximálható.
Ismert, hogy az n dimenziós hiperkockagráf akromatikus száma {\displaystyle {\sqrt {n2^{n}}}}-nel arányos, de az arány konstans tagja precízen nem ismert.

## Fordítás
- Ez a szócikk részben vagy egészben a Complete coloring című angol Wikipédia-szócikk ezen változatának fordításán alapul.  Az eredeti cikk szerkesztőit annak laptörténete sorolja fel. Ez a jelzés csupán a megfogalmazás eredetét és a szerzői jogokat jelzi, nem szolgál a cikkben szereplő információk forrásmegjelöléseként.